# Ingrid Morales
Ingrid Patricia Morales Muñoz (San José, 29 de mayo de 1975) oriunda del barrio Garavito de León XIII, empezó su carrera deportiva a los 17 años, con el equipo de Tibás en Juegos Deportivos Nacionales. Es una jugadora y entrenadora de voleibol de playa de Costa Rica, quien jugó en el Swatch FIVB Visita Mundial 2005 en Acapulco, en conjunto con Natalia Alfaro.
Representó a su país en los Juegos Panamericanos de Voleibol de Playa del 2007, en los cuales obtuvo el 9.º lugar. Ganó la medalla de plata en el Circuito de Voleibol de Playa NORCECA (Santo Domingo) en el 2008 y fue parte de la primera selección de voleibol de sala en clasificar a un mundial mayor en Japón 2006.
En Costa Rica, ha ganado cinco campeonatos consecutivos de voleibol de playa desde 2005 hasta 2009.

## Voleibol de sala
Jugó con la Selección Nacional de Voleibol en los Juegos Centroamericanos y del Caribe en el 2002 y el 2009, en los que consiguió el 6.º y 7.º lugar. También jugó en el Campeonato Mundial del Voleibol Femenino del 2006.

## Olimpiadas de Río 2016
En agosto de 2016, marcó historia al convertirse en la primera mujer en dirigir una delegación de deportistas costarricenses y clasificar a una selección nacional a Olimpiadas en esta disciplina. Sobre este hecho -que le ha valido el reconocimiento a nivel nacional e internacional- afirmó:
“Me siento muy orgullosa, siempre me ha gustado romper paradigmas, lo hice en el Volibol y ahora a nivel nacional al clasificar a la selección a Río 2016 y más por ser la primer mujer costarricense que dirigirá a un equipo en Juegos Olímpicos, esperando ser la primera de muchas que vienen atrás, creo que las mujeres tenemos el don de ser muy perseverantes”